# Piłka siatkowa na Światowych Wojskowych Igrzyskach Sportowych 2003
Piłka siatkowa na 3. Światowych Wojskowych Igrzyskach Sportowych – zawody, które odbywały się we włoskiej Katanii w dniach 4–10 grudnia 2003 roku podczas światowych igrzysk wojskowych.
Zawody były równocześnie traktowane jako XXV Wojskowe Mistrzostwa Świata w siatkówce.

## Harmonogram
| Grudzień 2003  | 4 | 5 | 6 | 7 | 8 | 9 | 10 | 11 |
| -------------- | - | - | - | - | - | - | -- | -- |
| Piłka siatkowa |   |   |   |   |   | 1 | 1  |    |

Legenda
|  | Eliminacje |  | Finały (ilość) |

## Uczestnicy
Do zawodów zgłoszonych zostało 16 reprezentacji narodowych (228 zawodników w tym 156 mężczyzn i 72 kobiet), ostatecznie w turnieju kobiet i mężczyzn wzięło udział 15 reprezentacji nrodowych. 
 Turniej kobiet
00 * (6 drużyn)  Grecja,  Holandia,  Kanada,  Korea Północna,  Stany Zjednoczone,  Włochy
 Turniej mężczyzn
00 * (13 drużyn)  Belgia,  Brazylia,  Kanada,  Chiny,  Cypr,  Holandia,  Kamerun,  Korea Południowa,  Maroko,  Pakistan,  Rumunia,  Stany Zjednoczone,  Włochy

## Medaliści
| Konkurencja           | Złoto          | Srebro | Brąz             |
| Kobiety (szczegóły)   | Korea Północna | Grecja | Włochy           |
| Mężczyźni (szczegóły) | Włochy         | Chiny  | Korea Południowa |

## Tabela medalowa
* Organizator zawodów został zaznaczony tym kolorem.
| Miejsce           | Reprezentacja     | Złoto | Srebro | Brąz | Razem |
|                   |                   |       |        |      |       |
| 1                 | Włochy *          | 1     | 0      | 1    | 2     |
| 2                 | Korea Północna    | 1     | 0      | 0    | 1     |
| 3                 | Chiny             | 0     | 1      | 0    | 1     |
| 3                 | Grecja            | 0     | 1      | 0    | 1     |
| 5.                | Korea Południowa  | 0     | 0      | 1    | 1     |
| Ogółem (5 państw) | Ogółem (5 państw) | 2     | 2      | 2    | 6     |

Źródło: